# Senzīq
Senzīq (persiska: سنزیق) är en ort i Iran.   Den ligger i provinsen Östazarbaijan, i den nordvästra delen av landet, 400 km nordväst om huvudstaden Teheran. Senzīq ligger 1 688 meter över havet och antalet invånare är 719.
Terrängen runt Senzīq är platt åt sydväst, men åt nordost är den kuperad.Runt Senzīq är det ganska tätbefolkat, med 62 invånare per kvadratkilometer. Närmaste större samhälle är Sarāb, 10,3 km väster om Senzīq. Trakten runt Senzīq består till största delen av jordbruksmark.